# Marokau
Marokau est un atoll situé dans l'archipel des Tuamotu en Polynésie française qui constitue avec Ravahere, distant de 2 km au sud, le sous-groupe des Îles Deux Groupes. Celui-ci fait administrativement partie de la commune de Hikueru.

## Géographie

### Situation

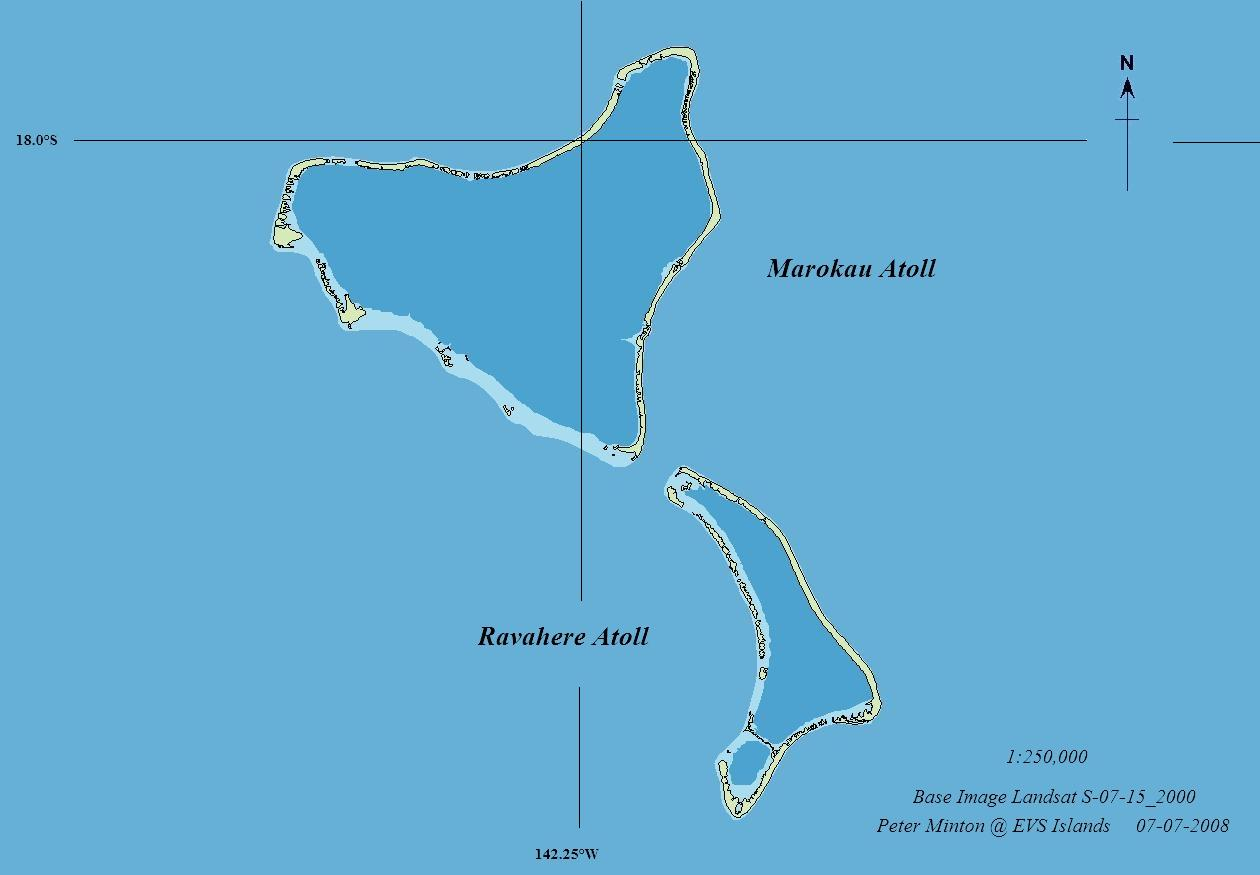
Carte de Ravahere au sud et Marokau au nord.

Marokau est situé à 116 kilomètres à l'ouest de Hao, à 46 kilomètres au sud-ouest d'Hikueru, ainsi qu'à 714 km à l'est de Tahiti. Il est distant de 1,8 km de Ravahere avec lequel il forme quasiment une île jointe donnant son nom à l'ensemble des « îles des Deux Groupes ». C'est un atoll de forme triangulaire équilatérale de 22 km de côté pour une surface de terres émergées de 14,7 km2. Son lagon couvre une superficie de 215,6 km2 et est accessible par deux passes, l'une à l'est l'autre au nord près du village principal de Vaiori.

### Géologie
D'un point de vue géologique, l'atoll est l'excroissance corallienne (de quelques mètres) du sommet du mont volcanique sous-marin homonyme, qui mesure 3 490 mètres — l'un des plus élevés de la trainée des Tuamotu — depuis le plancher océanique, formé il y a 46,7 à 48,9 millions d'années.

### Démographie
En 2017, la population totale de Marokau est de 96 personnes, principalement regroupées dans le village de Vaiori situé au nord de l'atoll ; son évolution est la suivante :
| 81                                                      | 86 | 65 | 60 | 99 | 91 | 96 |
| Sources ISPF et Gouvernement de la Polynésie française. |    |    |    |    |    |    |

## Histoire
La première mention de l'atoll est faite par l'explorateur français Louis Antoine de Bougainville qui l'aborde en 1768. Le 6 avril 1769, James Cook aborde l'atoll et l'associe dès cette date avec Ravahere dans l'ensemble des Îles Deux Groupes. L'atoll est ensuite visité le 28 février 1826 par le navigateur britannique Edward Belcher.
Au XIXe siècle, Marokau devient un territoire français peuplé alors de près de 60 habitants autochtones vers 1850. L'atoll est alors évangélisé avec la fondation de la paroisse Notre-Dame-des-Anges en 1873 rattachée au diocèse de Papetee.
L'atoll a été fortement touché par un cyclone en 1903 qui provoque la mort de 95 personnes.

## Économie
Depuis le XIXe siècle jusqu'aux années 1960, l'atoll est un important lieu de production d'huîtres nacrières (avec environ 5 à 10 tonnes produites par an vers 1920) puis, après la surexploitation de la ressource naturelle, de culture perlière avec des techniques de greffes importées du Japon à partir des années 1970. La production de coprah est également pratiquée.
Du fait de son éloignement et de l'absence d'aérodrome, l'atoll, qui se trouve à trois heures de bateau d'Hikueru, n'a pas une activité touristique développée.